# Stumpfer Turm (Münden)

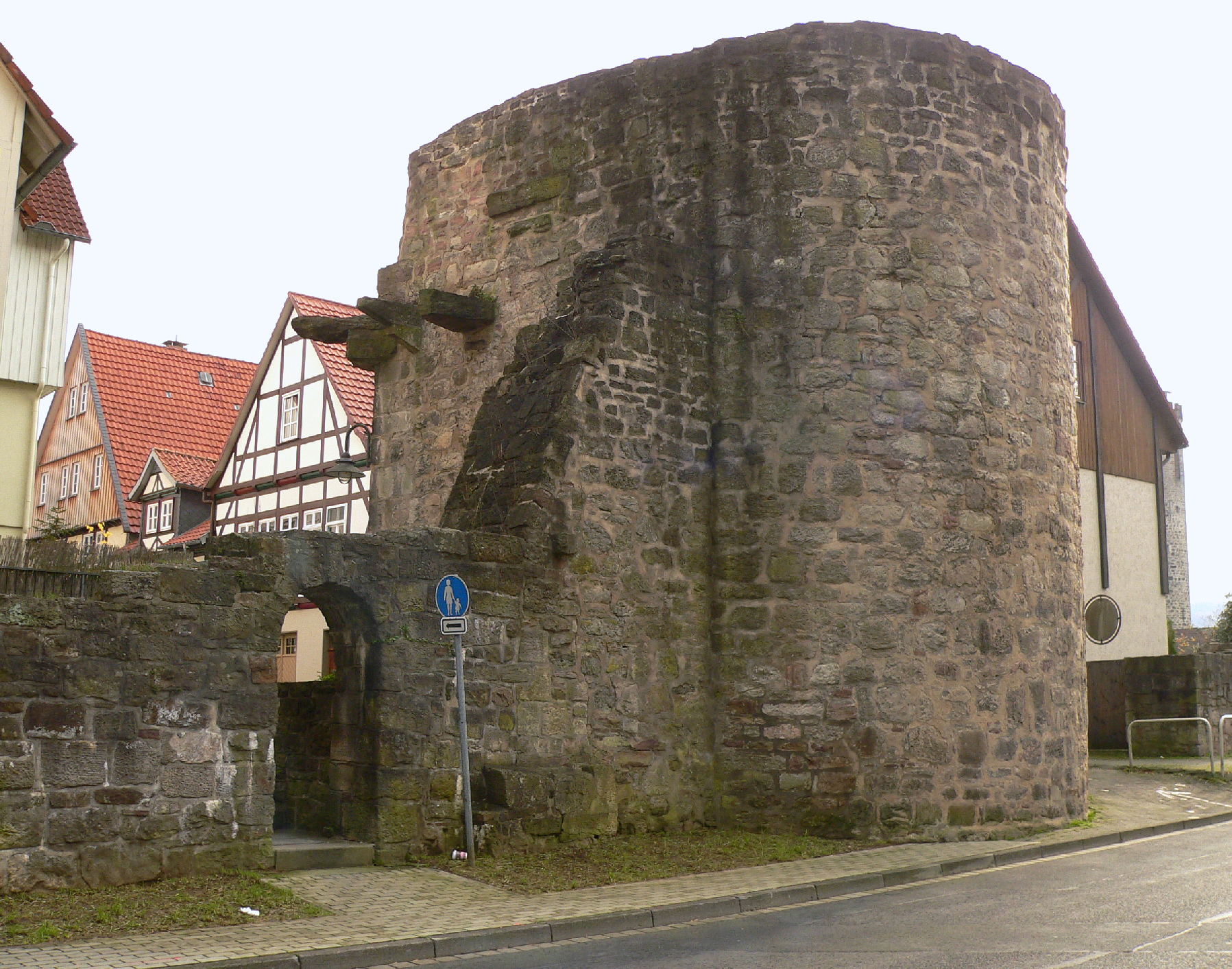
Stumpfer Turm an der Kasseler Schlagd

Der Stumpfe Turm ist ein früherer Wehrturm in Hann. Münden in Südniedersachsen. Der 9,1 Meter hohe Turm gehörte zur mittelalterlichen Stadtbefestigung Münden und wurde als Mauerturm der Stadtmauer errichtet. Die Mauern des Turms haben eine Stärke von 2,5 Meter.
Der Turm befindet sich auf der Westseite des mittelalterlichen Stadtkerns. In diesem Bereich verlief die Stadtmauer grob in Nord-Süd-Richtung. Westlich vom Turm liegt die Kasseler Schlagd mit der Fulda. Vom Stumpfen Turm aus befanden sich die nächsten Befestigungsanlagen an der Stadtmauer südlich mit dem nicht mehr vorhandenen Siebenturm und im Norden mit der ebenfalls nicht mehr vorhandenen Tanzwerderpforte.